# 키부예
키부예(Kibuye)는 르완다 서부 주의 주도로, 키부호 동안에 위치하며, 키부예의 인구는 2002년 기준으로 46,500명이다. 또한 키부예에는 1994년에 벌어진 르완다 집단 학살 희생자를 추모하는 기념비가 있다.